# (12178) Dhani
(12178) Dhani es un asteroide perteneciente al cinturón de asteroides descubierto el 16 de octubre de 1977 por Cornelis Johannes van Houten en conjunto a su esposa también astrónoma Ingrid van Houten-Groeneveld y el astrónomo Tom Gehrels desde el Observatorio del Monte Palomar, Estados Unidos.

## Designación y nombre
Designado provisionalmente como 4304 T-3. Fue nombrado  por el astrónomo y físico solar indonesio Herdiwijaya Dhani (nacido en 1963) quien fue director del Observatorio Bosscha en Lembang durante 2004-2005. Es conocido por su trabajo sobre sistemas binarios, actividad magnética solar y su influencia en el clima y el tiempo.

## Características orbitales
Dhani está situado a una distancia media del Sol de 2,713 ua, pudiendo alejarse hasta 2,782 ua y acercarse hasta 2,644 ua. Su excentricidad es 0,025 y la inclinación orbital 4,489 grados. Emplea 1631,78 días en completar una órbita alrededor del Sol.

## Características físicas
La magnitud absoluta de Dhani es 14,78. 